# 카이르완주

카이르완주의 위치

카이르완주(영어: Kairouan Governorate, 아랍어: ولاية القيروان)는 튀니지의 내륙에 있는 주로, 주도는 카이르완이다. 면적은 6,712km2이며, 인구는 546,209명(2004년)이다.